# SC Espinho
Sporting Clube de Espinho – portugalski klub sportowy z Espinho założony w 1914 roku. Klub posiada sekcje piłki siatkowej, piłki ręcznej, piłki nożnej, pływania, futsalu i lekkoatletyki.
Zawodnicy z sekcji siatkarskiej występują obecnie w najwyższej klasie rozgrywek klubowych w Portugalii (Divisão A1).

## Sekcja piłki siatkowej

### Sukcesy
- Mistrzostwa Portugalii:
  -  1. miejsce (18x): 1957, 1959, 1961, 1963, 1965, 1985, 1987, 1995, 1996, 1997, 1998, 1999, 2000, 2006, 2007, 2009, 2010, 2012
  -  2. miejsce (4x): 2005, 2008, 2013, 2017
  -  3. miejsce (6x): 1954, 1991, 2001, 2002, 2003, 2018
- Superpuchar Portugalii:
  -  1. miejsce (5x): 1995, 1997, 1998, 2000, 2017
- Puchar Portugalii:
  -  1. miejsce (12x): 1965, 1981, 1984, 1985, 1996, 1997, 1998, 1999, 2000, 2001, 2008, 2017
- Puchar Top Teams:
  -  1. miejsce (1x): 2001